# Envy (zespół muzyczny)
Envy (jap. エンヴィー Envī) to japoński zespół post hardcore/screamo, założony w 1992 w Tokio. Grupa jest znana także poza rodzimą Japonią, w Europie współpracuje z wytwórnią Rock Action Records oraz Temporary Residence Limited w Ameryce Północnej, chociaż początkowo zespół współpracował z Level Plane Records. Wokalista Tetsuya Fukagawa uczestniczył w nagraniu piosenki "I Chose Horses" z albumu Mr. Beast szkockiego zespołu post-rockowego Mogwai, tego samego, który posiada i prowadzi Rock Action Records.

## Członkowie
- Tetsuya Fukagawa (śpiew, sekwencer)
- Nobukata Kawai (gitara)
- Masahiro Tobita (gitara)
- Manabu Nakagawa (gitara basowa)
- Dairoku Seki (perkusja)

## Dyskografia
- Breathing and Dying in This Place... CD (H.G. Fact, 1996)
- From Here to Eternity CD/LP (H.G. Fact, 1998)
- Angel's Curse Whispered in the Edge of Despair CD/LP (H.G. Fact, 1999)
- Burning Out Memories 10” (Molaire Industries, 1999)
- The Eyes of Final Proof (jap. 最後の証明の瞳) 7” (H.G. Fact, 2000)
- The Eyes of Single Eared Prophet CD-EP (H.G. Fact, 2000)
- Last Wish 7” (H.G. Fact, 2001)
- All the Footprints You've Ever Left and the Fear Expecting Ahead (jap. 君の靴と未来) CD/LP (H.G. Fact - Japonia (CD/LP) / Molaire Industries - Europa (LP) / Dim Mak - USA (CD), 2001)
- A Dead Sinking Story CD/2xLP (Sonzai Records - Japonia (CD) / Rock Action Records - Europa (CD) / Level Plane - USA (CD, 2xLP) / Nova Recordings - Europa (2xLP), 2003)
- Compiled Fragments 1997 - 2003 CD (Sonzai Records, 2005)
- Insomniac Doze CD/2xLP (Sonzai Records - Japonia (CD) / Rock Action Records - Europa (CD) / Temporary Residence Limited - USA (CD, 2xLP), 2006)
- Abyssal CD/EP (Sonzai Records, 2007)
- Recitation LP/CD (Sonzai/Temporary Residence Limited/Rock Action 2010)

### Splity
- Split 7” z Sixpence (H.G. Fact, 1997)
- Split 7” z Endeavor (H.G. Fact, 1997)
- Split 7” z This Machine Kills (H.G. Fact, 2000)
- Split CD/10” z Iscariote (Sonzai - Japonia (CD) / Level Plane - USA (CD) / Pure Pain Sugar - Europa (10”) / Code Of Ethics - USA (10”), 2002)
- Split CD z Yaphet Kotto i This Machine Kills (Sonzai Records, 2003)
- Split z Jesu (Daymare Records, 2008)
- Split z Thursday (Temporary Residence, 2008)

### DVD
- Transfovista DVD (Sonzai Records, 2007)